# Zalasárszeg
Zalasárszeg község Zala vármegyében a Nagykanizsai járásban, a Zalai-dombságban, a Zalaapáti-hát területén.

## Fekvése
Nagykanizsától 9 kilométerre északkeletre helyezkedik el, dombos vidéken. A közvetlenül határos települések: észak felől Csapi, kelet felől Galambok, dél és délnyugat felől Nagyrécse, északnyugat felől pedig Kisrécse.
Lakott területét érinti a 7-es főút és a Zalakomár-Nagykanizsa közti 7511-es út, központján pedig a két utat összekapcsoló, mindössze 700 méter hosszú 7523-as út húzódik végig.
Talaja zömmel agyagos, helyenként sáros, vizenyős terület. A település képe szabálytalan, mert a domborzathoz alkalmazkodott. Széles telkek és gyümölcsösök jellemzik.

## Története
A települést először 1323-ban említik oklevélben Sarzegh néven.
1908-ban már Zalasárszeg névalakban szerepel. Neve két köznév (sár, „lágy, ragadós föld” és szeg „sarok, szeglet”) összetételéből alakult ki. Az előtag a vármegyére utal.
A település körüli területek 1950-ig a Talabér család birtokában voltak. Az 1800-as években épült jegyzői hivatal épülete felújításra került, és ez ad ma otthont a kultúrháznak és a könyvtárnak.
A község katolikus vallású. Minden hónapban egyszer van mise. A nagyrécsei egyházközséghez tartozik.
Az önkormányzat 1993-ban emelte a Hősök emlékművét.

## Közélete

### Polgármesterei
- 1990–1994: Kánnár Jenő (független)[3]
- 1994–1998: Kánnár Jenő (független)[4]
- 1998–2002: Nagy Gábor (független)[5]
- 2002–2006: Nagy Gábor (független)[6]
- 2006–2010: Nagy Gábor (független)[7]
- 2010–2014: Nagy Gábor (független)[8]
- 2014–2019: Nagy Gábor (független)[9]
- 2019–2024: Nagy Gábor (független)[10]
- 2024– : Kum József (független)[1]

## Népesség
A település népességének változása:
| Lakosok száma | 126  | 118  | 117  | 115  | 106  | 113  | 119  |
|               | 2013 | 2014 | 2015 | 2021 | 2022 | 2023 | 2024 |

A 2011-es népszámlálás idején a nemzetiségi megoszlás a következő volt: magyar 90%, cigány 6,87%, német 2,3%. A lakosok 47,2%-a római katolikusnak, 4% reformátusnak, 10,4% felekezeten kívülinek vallotta magát (36,8% nem nyilatkozott).
2022-ben a lakosság 84%-a vallotta magát magyarnak, 3,8% németnek, 0,9% románnak, 0,9% szerbnek, 2,8% egyéb, nem hazai nemzetiségűnek (14,2% nem nyilatkozott; a kettős identitások miatt a végösszeg nagyobb lehet 100%-nál). Vallásuk szerint 38,7% volt római katolikus, 1,9% református, 0,9% evangélikus, 0,9% egyéb keresztény, 9,4% felekezeten kívüli (48,1% nem válaszolt).